# Jonas Björkman
Jonas Lars Björkman (* 23. března 1972) je bývalý profesionální švédský tenista. Kariéru ukončil v roce 2008.
Za svou kariéru vyhrál celkem 60 turnajů ATP, z toho 6 ve dvouhře a 54 ve čtyřhře. Ve čtyřhře získal také celkem 9 vítězství na grandslamových turnajích:
- Wimbledon – 2002, 2003 a 2004
- Australian Open – 1998, 1999 a 2001
- French Open – 2005 a 2006
- US Open – 2003

Turnajová vítězství ve dvouhře:
- 1997 – Auckland, Indianopolis, Stockholm
- 1998 – Nottingham
- 2002 – Nottingham
- 2005 – Ho Či Minovo Město